# هارفي كورتزمان
كان رسام الكاريكاتير الأمريكي ورئيس تحرير الكتب والمجلات المصورة -هارفي كورتزمان (21 فبراير 1993 3 أكتوبر 1924). له مجموعة كبيرة من العمل يتضمن كتابة وتحرير المجلة الدورية الهزلية جنون من عام 1952 حتى عام 1956, والقصاصات المثيرة والساخرة ليتل آني فاني في  بلاي بوي من عام 1962 حتى عام 1988. ويلاحظ أن عمله يتميز بالتفليد والسخرية من الثقافة الشعبية، النقد الاجتماعي، و الهوس والاهتمام بالتفاصيل. وشبهت له أسلوب العمل إلى أن وجود بصمة المجرج السينمائي، وأولئك الذين تتضح قصص أعمالهم الذي من المتوقع أن تتبع تخطيطات سابقة بدقة.
ولد لمهاجرين من اليهود، استغرق كورتزمان في وقت مبكر في الرسوم الهزلية. بعد تخرجه من نيويورك في المدرسة العليا للموسيقى والفنون، وقال انه قضى 1940 يرسم أعمالا حرة لحساب خاص لمختلف الناشرين والمنشورات قبل الحصول على عمل منتظم في إى سي كوميكس في عام 1950 ، كتب ورسم على خط تريند جديد من الكتب المصورة. وكتب وحرر حكايات ذى القبضة المزدوجة و  مواجهة خط الجبهة وهي من كتب الحرب المصورة , حيث رسم أيضا العديد من قصص بحثها بعناية، قبل ان يخلق كتابه الهزلي، جنون الأكثر شهرة ا، في عام 1952. ورسمت قصص كورتزمان وكتبت من قبل كبار رسامي الكاريكاتير إى سي كوميكس، في أغلب الأحيان ويل إلدر ، والي وود، و جاك ديفيس ؛ وقد لوحظت  جنون في وقت مبكر لنقدها الاجتماعي ومحاكاتها الساخرة من ثقافة البوب.
الكتاب الهزلي تحول إلى شكل مجلة في عام 1955، وكورتزمان تركها في عام 1956 بسبب خلاف مع مالك إى سي كوميكس وليام جاينز حول الرقابة المالية. بعد رحيله، فإنه تقلد مجموعة متنوعة من وظائف الرسوم الهزلية، بما في ذلك تحرير  ترامب القصيرة الأجل والذاتية النشر  الخدعة. في عام 1959، أنتج أول عمل كتاب مطول من الكوميديا الأصلية، والموجه نحو الكبار، الساخرة كتاب الأدغال. قام بتحرير المساعدة ذات الميزانية المنخفضة 1960-1965، مجلة الفكاهة التي ظهرت من خلال العمل لعضو المستقبل مونتي بايثون تيري غيليام والعمل المبكر ! تحت الأرض كوميكي مثل روبرت كرامب وجيلبرت شيلتون. وقد دفع مساعدة! إلى نهايتها بعد نجاح  بلاي بوي الجديدة بدأت ليتل آني فاني تأخذ الكثير من وقته. بينماآني فاني قدمت له الكثير من دخله لبقية حياته المهنية، واصل إنتاج هيئة منتقاة من العمل، بما في ذلك كتابة السيناريو والرسوم المتحركة حزب الوحش المجنون في عام 1967 وتوجيه والكتابة وتصميم العديد من الأعمال القصيرة ل شارع سمسم في عام 1969.
From 1973, Kurtzman taught cartooning at the مدرسة الفنون المرئية in New York. His work gained greater recognition toward the end of his life, and he oversaw deluxe reprintings of much of his work. The جائزة هارفي was named in Kurtzman's honor in 1988. He was inducted into the Will Eisner Comic Book Hall of Fame ‏ in 1989, and his work earned five positions on The Comics Journal's Top 100 Comics of the 20th Century.

## Personal history

### Early life (1924–42)
Harvey Kurtzman was born in Brooklyn in New York City on October 3, 1924, to Jewish immigrants David and Edith Kurtzman. He had one older brother, named Zachary. Little is known of his parents' pre-American life—Kurtzman spoke little of them in interviews. His mother came from أوديسا, and both parents were literate urbanites.

## روابط خارجية
- هارفي كورتزمان على موقع IMDb (الإنجليزية)
- هارفي كورتزمان على موقع إن إن دي بي (الإنجليزية)
- هارفي كورتزمان على موقع قاعدة بيانات الفيلم (الإنجليزية)